# دی‌رنیوم دکاکربونیل
دی‌رنیوم دکاکربونیل (به انگلیسی: Dirhenium decacarbonyl) با فرمول شیمیایی Re۲(CO)۱۰ یک ترکیب شیمیایی است. که جرم مولی آن 652.52 g/mol می‌باشد. 